# Jeremias Nigrinus
Jeremias Nigrinus, latinisiert aus eigentlich Jeremias Schwar[t]z (* 2. Februar 1596 in Schlawe; † 6. Juli 1646 in Rostock) war ein deutscher Pädagoge und Hochschullehrer.

## Leben
Jeremias Nigrinus war ein Sohn des Schlawer Bürgermeisters Jeremias Schwartz. 1615 begann Nigrinus sein Studium an der Albertus-Universität Königsberg. 1616 wechselte er an die Universität Rostock. Am 22. April 1619 graduierte er hier zum Magister. Er ging zurück nach Königsberg und lehrte hier zunächst als Konrektor des Kneiphöfischen Gymnasiums, dann des Altstädtischen Gymnasiums.
1623 kam er als Rektor an die Große Stadtschule nach Wismar. 1639 wechselte er in gleicher Funktion an die Große Stadtschule Rostock. Gleichzeitig wurde er als Dozent in die Philosophische Fakultät der Universität rezipiert. Die Rostocker Stadtschule befand sich damals in den Räumen des ehemaligen Johannisklosters. Die Klosterkirche wurde für akademische Vorlesungen und auch zu Theateraufführungen von Schülern und Studenten benutzt. Dieser Brauch wurde von Nigrinus mit Komödien des Plautus und Terenz fortgeführt. Da dies trotz der wieder stattfindenden Gottesdienste geschah, kam es 1642 zu einem Protest des Predigers Joachim Schröder von der Kanzel. Schröders weitgehendes Veto gegen heidnische Komödien, von dem sich Nigrinus auch persönlich verletzt fühlte, führte in der Folge zu einer weit „ausgesponnenen geistlichen Broschürenfehde“, der die Geistlichen Ministerien von Rostock, Hamburg und Lübeck beschäftigte und selbst Johann Quistorp den Jüngeren zu einer Stellungnahme in seiner Antrittsvorlesung zugunsten der Behandlung klassischer Stücke veranlasste.